# Meunasah Paya
Meunasah Paya is een bestuurslaag in het regentschap Aceh Tamiang van de provincie Atjeh, Indonesië. Meunasah Paya telt 602 inwoners (volkstelling 2010).